# Nodaria levicula
Nodaria levicula là một loài bướm đêm trong họ Noctuidae.